# Red de Santander
La Red de Santander, en inglés Santander Network es una red universitaria que provee canales para facilitar el intercambio entre universidades de todo el mundo. También se discuten temas de desarrollo social y tecnológico. La red se estableció en 1992 y su sede se encuentra en Oporto (Portugal).

## Miembros
| Alemania - Universidad de Giessen - Universidad de Bayreuth - Universidad de Osnabrück Bélgica - Universidad de Gante - Universidad de Lieja Dinamarca - Universidad de Aalborg - Universidad del Sur de Dinamarca España - Universidad de Cantabria - Universidad de Las Palmas de Gran Canaria - Universidad de León - Universidad de Murcia - Universidad de Valladolid - Universidad Politécnica de Valencia Francia - Instituto de Grenoble - Universidad de Pau y Pays de l'Adour - Universidad de Rennes 1 - Universidad de Rennes 2 Alta Bretaña - Universidad de Ruan - Universidad de Le Havre - Universidad Joseph Fourier - Universidad Pierre Mendès-France Grecia - Universidad de Patras Hungría - Universidad de Tecnología y Economía de Budapest Irlanda - Universidad de Limerick Italia - Universidad de Bari - Universidad de Catania - Universidad de Trieste Malta - Universidad de Malta |  | Noruega - Universidad de Bergen - Universidad Noruega de Ciencia y Tecnología Países Bajos - Universidad Técnica de Eindhoven - Vrije Universiteit Polonia - Universidad Adam Mickiewicz de Poznań - Universidad de Breslavia Portugal - Universidad del Miño - Universidad de Oporto Reino Unido - Universidad de Leeds Rumanía - Universidad Babeş-Bolyai Suecia - Universidad de Gotemburgo - Universidad de Lund - Universidad de Malmö |